# Delahaye Type 40
Der Delahaye Type 40 ist ein frühes Nutzfahrzeug-Modell. Hersteller war Automobiles Delahaye in Frankreich.

## Beschreibung
Die Fahrzeuge wurden zwischen 1909 und 1913 hergestellt.
Es gab Type 40 C als Lastkraftwagen und Type 40 OM als Omnibus. Der Zweizylinder-Ottomotor leistet 15 PS. Die Nutzlast beträgt 2 Tonnen. Damit was es der leichteste der drei Lkw, die Delahaye damals anbot.
Der Omnibus hat 12 bis 14 Sitzplätze.